# Beatoraja
Beatorajaとは、両替士(exch-bms2)により開発されている（現在は開発が停止されている）BMSプレイヤーの一つ。
言語はJavaで作成されている。
Lunatic Rave2（以下LR2）スキン定義やbmsonフォーマットにも対応している。

## 概要
このBMSプレイヤーは比較的新しいため、オプション面が非常に充実しており、EX-HARDやLIFT、フルHD などの従来のLR2などと比べると現在のBeatmania IIDXのシステムにかなり近いものになっている。
LR2と同じように、インターネットランキングが搭載されている。この機能では、beatmaniaIIDXの曲をブロックする機能が含まれている。
著作権上beatorajaでBEMANIシリーズで使用されている曲（オリジナル曲と区別するため本家曲と呼ばれている）を使用する事を禁止している。

## 動作環境
本作ははっきりとした動作環境は書かれてはいないが、主にこのような環境が推奨とされている。
- OS:Windows 11、Ubuntu 16.04、Ubuntu 23.10、Windows 7など
- Java:Liberica JDK、Zulu JDK、Oracle Java 8など
- OpenGL:OpenGL 4.1
- その他:64ビットJava実行環境[1]